# Vincenzo Corrado

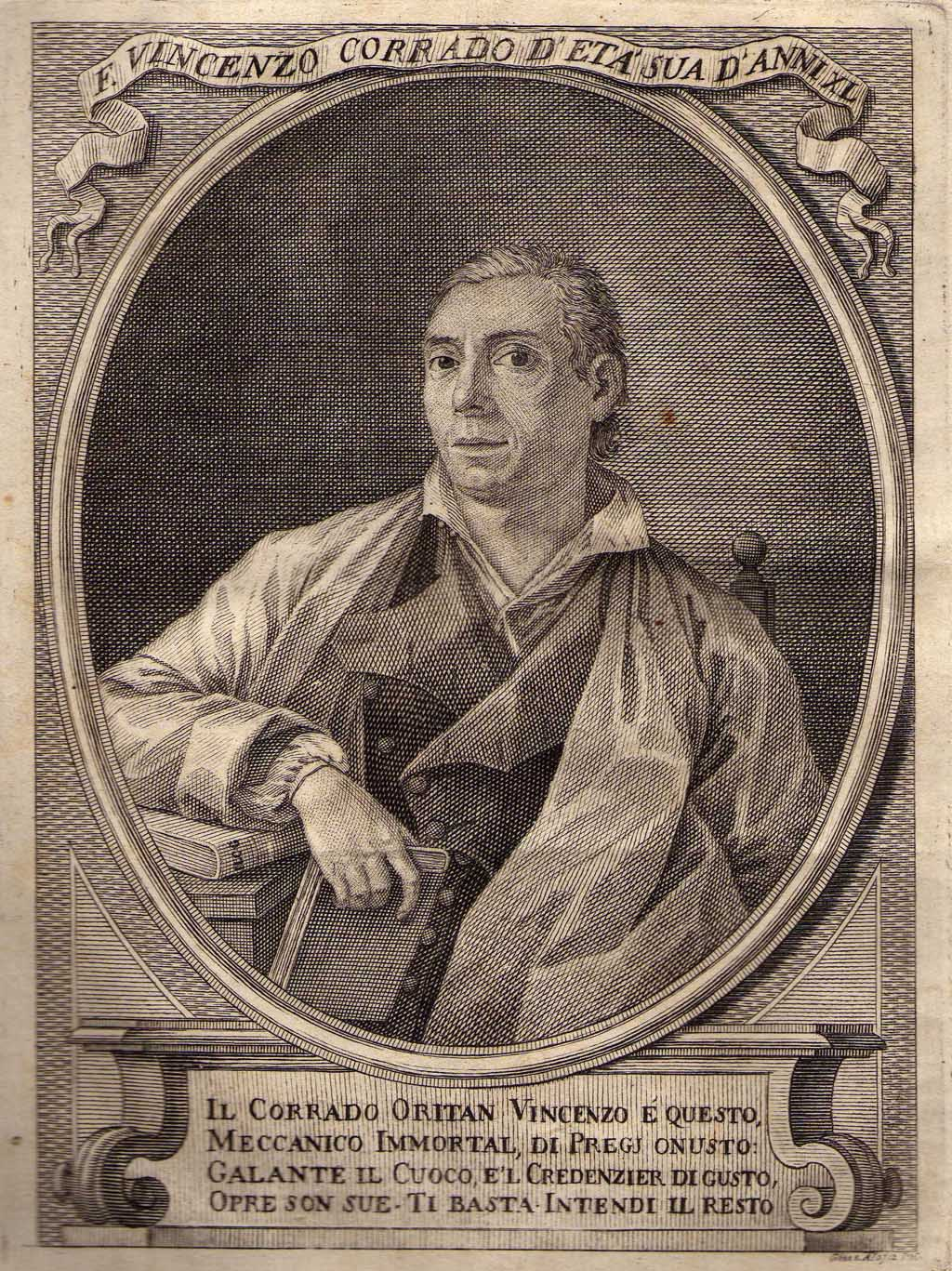
Vincenzo Corrado op 40-jarige leeftijd

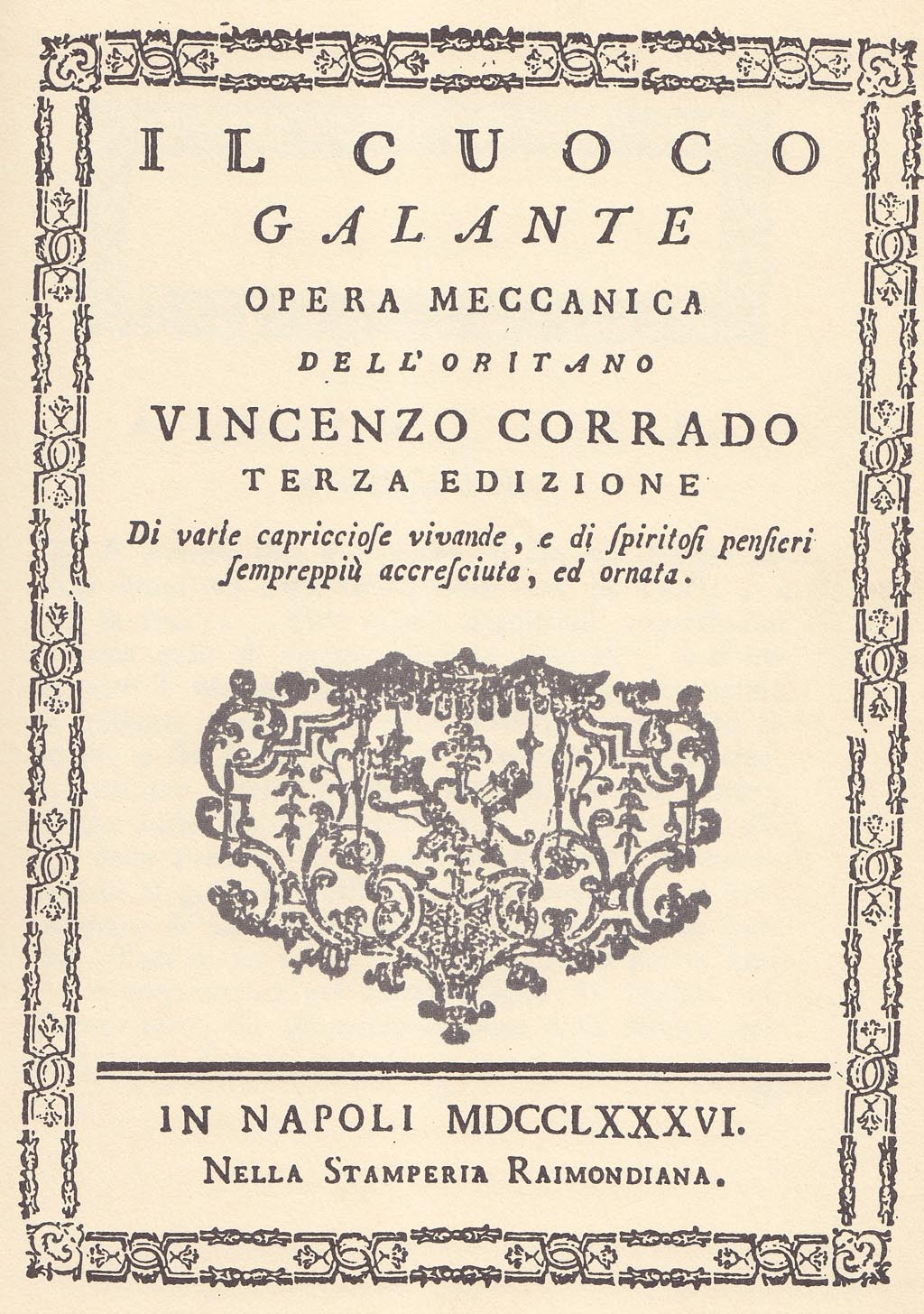
Il cuoco galante, culinair handboek waarmee hij succes oogstte

Vincenzo Corrado (Oria, 18 januari 1736 – Napels, 11 november 1836) was een Italiaans letterkundige en chef-kok. Hij werkte voor edelen in het koninkrijk Napels en, nadien, het koninkrijk der Beide Siciliën.

## Levensloop
Na de dood van zijn vader werkte Corrado als page aan het hof van Michele Imperiali, prins van Francavilla. Deze edelman was kamerheer bij het koninklijk hof van Napels. Eenmaal meerderjarig trad hij in bij de kloosterorde der Celestijnen in de stad Oria, zijn geboortestad. Zo belandde hij in het Celestijnenklooster van Napels waar hij een opleiding kreeg in wiskunde, filosofie, letteren en fysica. De geestelijken onderwezen  hem ook in de gastronomie, een discipline waar Corrado zich helemaal op toelegde. 
Om een inkomen te verzekeren gaf Corrado lessen Frans en Spaans aan adellijke kinderen, want Corrado liet zich niet wijden tot priester. Daarnaast werkte hij als chef-kok nog steeds voor prins Michele Imperiali. Hij organiseerde voor de prins grootse banketten in het Palazzo Cellamare in Napels. Ook bood hij zijn diensten aan de koning der Beide Siciliën; hij gaf leiding aan een legertje lakeien, koks en pages die de hovelingen bedienden.
Door de publicatie van zijn culinaire boeken genoot Corrado blijvende steun van de Napolitaanse adel. Zijn boeken werden via buitenlandse gasten aan het hof ook gelezen buiten het koninkrijk Napels. Hij besteedde veel aandacht aan de Mediterrane keuken en bedacht bovendien definities voor keukentermen zoals bijvoorbeeld entrée (of eerste schotel) of entremets (tweede schotel). Hij publiceerde voor andere vorstenhoven hoe banketten te organiseren.
Hij stierf als honderdjarige in Napels.

## Werken
- Il cuoco galante of de galante kok (1773). Dit gastronomisch handboek kende groot succes in het koninkrijk Napels en daarbuiten. Het was Corrado's meesterwerk.[2] In 1806 was Corrado aan zijn vijfde editie met meer dan 7.000 exemplaren. Postuum volgde een zesde editie (1857).
- Credenziere del buon gusto, del bello del soave e del dilettevole per soddisfare qli uomini di sapere e di gusto (1778)
- Il cibo pitogarico of het eten van Pythagoras. Corrado ging ervan uit dat Pythagoras geen vlees at en besprak in zijn werk vegetarische schotels.[3]
- Trattato delle patate per uso di cibo (1798): een werk over aardappelschotels.
- Manovre del cioccolate e del caffè: een werk over chocolade en koffie.
- Trattato sull’agricoltura e la pastorizia
- Poésie baccanali per commensali